# Santo contre les momies de Guanajuato
Série
Santo en la venganza de la momia
(1971) Santo contra los asesinos de otros mundos
(1973)
Pour plus de détails, voir Fiche technique et Distribution.
Santo contre les momies de Guanajuato (El Santo vs. las momias de Guanajuato) est un film mexicain de 1972 de Federico Curiel. Il fait partie de la série des Santo, el enmascarado de plata. Malgré son titre, El Santo n'apparaît qu'à la fin du film.

## Fiche technique
- Titre original : El Santo vs. las momias de Guanajuato
- Titre français : Santo contre les momies de Guanajuato
- Titre anglais ou international : The Mummies of Guanajuato
- Titre(s) anglais alternatif(s) : Santo vs the Mummies of Guanajuato
- Réalisation : Federico Curiel
- Scénario : Rogelio Agrasánchez et Rafael García Travesi
- Photographie : Enrique Wallace
- Montage : José W. Bustos
- Musique : Gustavo César Carrión
- Production : Rogelio Agrasánchez
- Société(s) de production : Películas Latinoamericanas S.A., Películas Rodríguez
- Pays d’origine :  Mexique
- Langue originale : espagnol
- Format : couleur (Eastmancolor) — 35 mm — 1.85,1 — son Mono
- Genre : action, aventure, horreur
- Durée : 80 minutes
- Dates de sortie :
  - Mexique : 3 février 1972
  - France : 13 août 1975

## Distribution
- Blue Demon : Blue Demon
- Mil Máscaras : Mil Máscaras
- El Santo : Santo
- Elsa Cárdenas : Lina
- Juan Gallardo : inspecteur de police
- Jorge Pinguino : Pinguino
- Julio Cesar : Julito
- Carlos Suárez : Sr. Gonzalez
- Mabel Luna
- Yolanda Ponce
- Patricia Ferrer : Alicia
- Martha Angelica
- David Lama
- Carlos León